# کاتوری، چیبا
کاتوری، چیبا از شهرهای استان چیبا ژاپن است که جمعیت آن در ۱ ژانویه ۲۰۰۸۸۵٬۱۹۳ نفر بوده‌است.